# 菊池民一
菊池 民一（きくち たみいち、1887年7月13日 - 1974年9月7日）は日本の政治家。牛込区議（2期）、東京市議（3期）、東京府議（1期）、東京都議（7期）、第7代都議会議長を歴任した。

## 経歴
1887年7月13日、東京都に生まれる。1926年から牛込区会議員を2期7年務めた。1933年3月16日から東京市会議員を務める。1940年6月10日からは当時の島嶼選挙区から立候補して東京府会議員も務める。1943年6月30日、東京市議、東京府議共に退任した。（東京市議は3期、東京府議は1期務めた）同年9月13日の第1回東京都議会議員選挙で当時の牛込区選挙区から立候補して、初当選した。その後、東京都選挙管理委員会委員長（1946年から1947年）、1947年の第2回東京都議会議員選挙で島嶼選挙区を改め伊豆七島選挙区に改名された同選挙区に戻る形で立候補して当選、東京都議会自由党幹事長（1950年から1951年）を歴任した。1951年5月に第7代東京都議会議長に就任する。また、全国都道府県議会議長会会長にも就任した。1952年5月に議長を退任した。議長退任後は、地方制度調査特別委員会委員長（1953年から1954年）、オリンピック大会招致実行委員会委員長（1957年から1958年）、オリンピック大会準備実行委員会委員長（1959年から1960年）、皇孫殿下誕生賀表, 賀牋起草特別委員会委員長（1960年）を歴任した。1969年の任期満了をもって都議を退任した。1974年9月7日に死去した。

## 栄典
- 1954年 - 藍綬褒章[1]
- 没後 - 正五位・勲三等旭日中綬章[1]